# Les Olmes
Cet article possède un paronyme, voir Les Ormes.
Les Olmes est une ancienne commune française, située dans le département du Rhône en région Auvergne-Rhône-Alpes. Le 1er janvier 2019, elle devient une commune déléguée de Vindry-sur-Turdine.

## Toponymie
L'étymologie des Olmes vient du latin Ulmus, rappelant probablement la présence d'ormes dont la silhouette caractéristique servait de repère au bourg primitif.

## Histoire
Cette petite commune d'environ 800 habitants, tire son nom de l'orme, un arbre feuillu particulièrement présent dans la région. Elle s’appelle Ormus puis Olmus avant de prendre sa forme actuelle, les Olmes, en 1895.
Acté par un arrêté préfectoral du 19 décembre 2018, la commune est regroupée avec Dareizé, Pontcharra-sur-Turdine et Saint-Loup sous la commune nouvelle de Vindry-sur-Turdine le 1er janvier 2019.

## Lieux et monuments

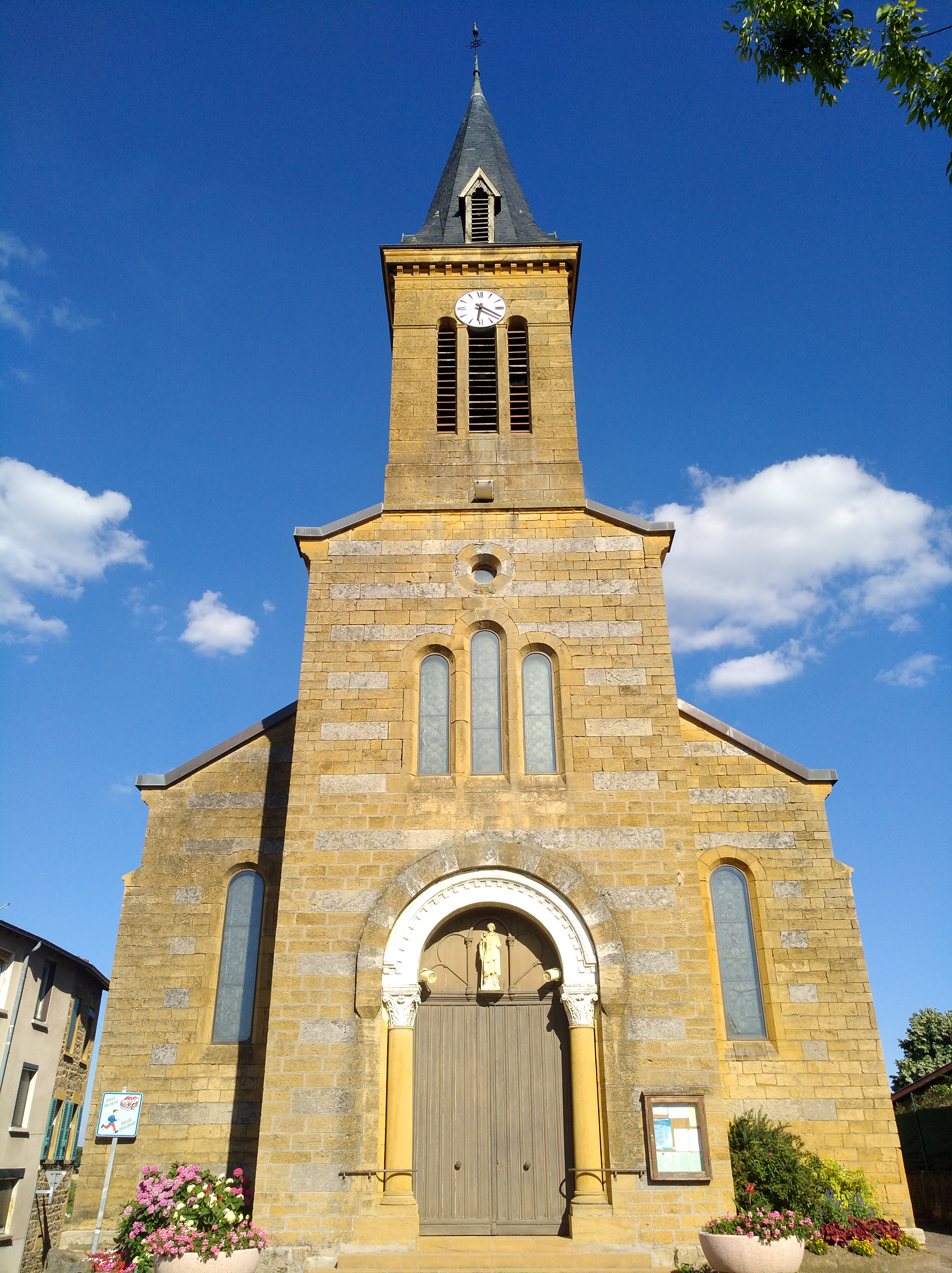
L'église Saint-Philibert

## Héraldique
| Blason de Les Olmes | Blason  | D’azur à la crosse d’or, à la bande d’argent frettée de gueules brochante et accompagnée de deux feuilles d’orme d’or. |
| Blason de Les Olmes | Détails | Le statut officiel du blason reste à déterminer.                                                                       |

## Politique et administration
| Période                                  | Période  | Identité                | Étiquette      | Qualité |
| ---------------------------------------- | -------- | ----------------------- | -------------- | ------- |
| 2014                                     | en cours | Anne-Marie Vivier-Merle | Sans étiquette |         |
| Les données manquantes sont à compléter. |          |                         |                |         |

## Démographie
L'évolution du nombre d'habitants est connue à travers les recensements de la population effectués dans la commune depuis 1793. Pour les communes de moins de 10 000 habitants, une enquête de recensement portant sur toute la population est réalisée tous les cinq ans, les populations de référence des années intermédiaires étant quant à elles estimées par interpolation ou extrapolation. Pour la commune, le premier recensement exhaustif entrant dans le cadre du nouveau dispositif a été réalisé en 2004.

En 2016, la commune comptait 802 habitants, en évolution de +2,04 % par rapport à 2010 (Rhône : +3,93 %, France hors Mayotte : +2,11 %).
| 1793 | 1800 | 1806 | 1821 | 1831 | 1836 | 1841 | 1846 | 1851 |
| ---- | ---- | ---- | ---- | ---- | ---- | ---- | ---- | ---- |
| 254  | 295  | 312  | 439  | 404  | 460  | 408  | 496  | 539  |

| 1856 | 1861 | 1866 | 1872 | 1876 | 1881 | 1886 | 1891 | 1896 |
| ---- | ---- | ---- | ---- | ---- | ---- | ---- | ---- | ---- |
| 494  | 550  | 594  | 595  | 624  | 684  | 684  | 681  | 578  |

| 1901 | 1906 | 1911 | 1921 | 1926 | 1931 | 1936 | 1946 | 1954 |
| ---- | ---- | ---- | ---- | ---- | ---- | ---- | ---- | ---- |
| 535  | 508  | 427  | 373  | 369  | 364  | 332  | 309  | 352  |

| 1962 | 1968 | 1975 | 1982 | 1990 | 1999 | 2004 | 2006 | 2009 |
| ---- | ---- | ---- | ---- | ---- | ---- | ---- | ---- | ---- |
| 355  | 387  | 449  | 552  | 648  | 662  | 663  | 685  | 780  |

| 2014 | 2016 | - | - | - | - | - | - | - |
| ---- | ---- | - | - | - | - | - | - | - |
| 776  | 802  | - | - | - | - | - | - | - |